# Hypnose

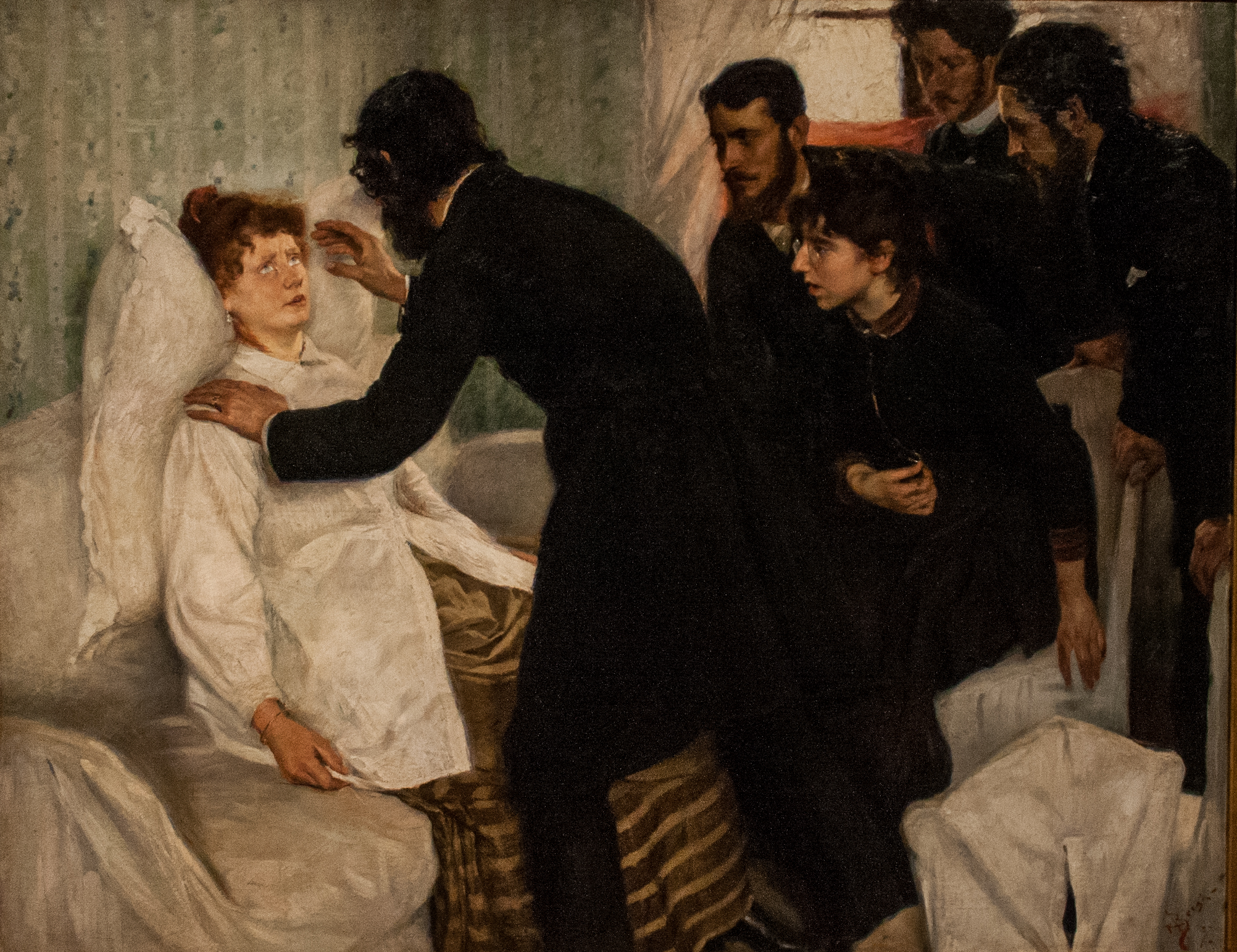
Een vrouw wordt onder hypnose gebracht (schilderij van Richard Bergh)

Hypnose (uit het Grieks ὑπνος hupnos, slaap) is een kunstmatig opgewekte trance, gekenmerkt door verhoogde vatbaarheid voor suggestie. Hypnose wordt uitgevoerd door opgeleide hypnotiseurs, die een speciale procedure volgen om de geest van de behandelde persoon in een tranceachtige toestand te brengen. Het is een kunstmatig gecreëerde staat van bewustzijn waarin men ontspannen is en geconcentreerd op een bepaald onderwerp. Geregistreerde patronen van hersengolven tonen aan dat iemand onder hypnose zich in een toestand tussen waken en slapen bevindt. Hoewel de wetenschappelijke geschiedenis van het gebruik van hypnose pas aanvangt met Franz Mesmer in de 18e eeuw werd de techniek reeds lang daarvoor toegepast door tovenaars en genezers.

## Algemeen
Sommige mensen zijn van mening dat er slechts één soort hypnose is: zelfhypnose. Zelfs onder begeleiding van een hypnotiseur is het de cliënt zelf die toestaat dat de trance ontwikkelt en laat bestaan.
Dus iedere vorm van hypnose begint toch eigenlijk in de eerste plaats steeds bij de gehypnotiseerde zelf, maar aangezien suggesties van anderen dit kunnen teweegbrengen laat men zich dan eigenlijk begeleiden in de zelfhypnose. Zonder aandacht te schenken aan een vreemde suggestie zal geen hypnose intreden.
Anderen stellen dat er twee soorten hypnose zijn:
- zelfhypnose, waarbij men zichzelf in de hypnotische toestand brengt, ook autosuggestie genoemd.
- hypnose waarbij een hypnotiseur de hypnotische toestand tot stand brengt.

Er zijn verschillende stadia van hypnose, van licht zoals een lichte roes tot een zeer zware hypnotische toestand met een totaal verlies van (zelf)bewustzijn en waarbij zelfs een blokkade van zintuiglijke en pijnprikkels kan optreden. Een lichte hypnotische toestand kan vergeleken worden met een situatie waarin men alles om zich heen even vergeet, zoals het diep verzonken zitten in een boek of het kijken naar een spannende film waar men helemaal in opgaat.
De hypnotiseur dient integer te zijn en vertrouwen en gezag uit te stralen. Het is voor een diepere hypnose noodzakelijk dat de gehypnotiseerde zijn zelfcontrole en verantwoordelijkheid tot een bepaald niveau overdraagt aan de hypnotiseur. Op die manier kan de gehypnotiseerde een voldoende hogere vernauwing (concentratie) van zijn bewustzijn verkrijgen. Hij maakt als het ware zijn geest los van allerlei standaard processen en verwacht dat deze overgenomen worden door de hypnotiseur.

### Wetenschappelijke onderbouwing
Hypnose is zelf geen therapie, maar wel een hulpmiddel om therapeutische doelen te bereiken. Hypnose wordt o.a. in de hypnotherapie en regressietherapie toegepast. De werkzaamheid ervan is wetenschappelijk goed onderbouwd. Vooral met behulp van MRI-scans en elektro-encefalografie (EEG) zijn hersenfysiologische correlaties van trancetoestanden duidelijk aangetoond. Al door enkele hypnose-zittingen kunnen duidelijke veranderingen worden vastgesteld. Hypnose kan bijvoorbeeld worden gebruikt voor de behandeling van depressie, verslavingen, spraakstoornissen, gevoel van eigenwaarde, stressvermindering of slaapstoornissen. Ook bij de behandeling van chronische pijn in combinatie met een kort gedragstherapeutisch programma kan vermindering van pijnintensiteit worden aangetoond. Mede daarom worden hypnose en aanverwante technieken wereldwijd meer en meer gebruikt in verschillende vormen van psychotherapie.

### Integriteit van de hypnotiseur
Het komt voor dat de motieven van de hypnotiseur niet zuiver zijn en dat hij zijn toevlucht tot bepaalde methoden en trucs neemt om een bepaald gezag uit te stralen. Dit komt soms voor bij theaterhypnose, waar het de bedoeling is het publiek te vermaken of in verbazing te brengen. In zeldzame gevallen wordt ten onrechte de naam aangenomen van hypnotherapeut, daarbij de suggestie wekkend door middel van hypnose integer therapie te bedrijven. Hiermee wordt erkende hypnotherapeuten, die zijn aangesloten bij een beroepsorganisatie, zoals de NBVH, onrecht aangedaan.
Verbeteringen door hypnose aangebracht, kunnen mogelijk op een ander vlak andere problemen doen ontstaan. Alleen door zelfwerkzaamheid, dus met eigen bewustzijn en verantwoordelijkheid, kan men een verbetering bewerkstelligen. Indien een hypnotiseur integer is zal hij er dan ook voor zorgen dat de gehypnotiseerde de controle over zichzelf behoudt, en de diepte van de hypnotische trance daarop afstemmen. Ook zal hij geen amnesie veroorzaken zodat de gehypnotiseerde altijd weet wat er tijdens de hypnose is gebeurd, en niet pas achteraf door het beluisteren van een opname van de sessie. Respect voor de cliënt moet steeds voorop staan. Indien een bij een erkende beroepsvereniging aangesloten hypnotiseur deze grens overschrijdt, is er een klachtenprocedure mogelijk bij de beroepsorganisatie.

### Afhankelijkheid van de hypnotiseur
Bij de zelfhypnose, waarbij de gehypnotiseerde de bewuste controle blijft houden over het hypnoseproces, is de hypnosetoestand over het algemeen licht, maar ook hier kunnen de trancedieptes verschillen. Er is een bepaalde grens waar voorbij de gehypnotiseerde een deel van zijn (o.a. ethische) verantwoordelijkheid overdraagt aan de hypnotiseur: dat is wanneer het bewustzijn van de gehypnotiseerde door de trancediepte wordt uitgeschakeld, men spreekt dan ook van hypnotische slaap. Bij gebrek aan onderling vertrouwen is het niet aan te raden dat dit gebeurt, omdat dan onbekende bewustzijnsinvloeden van de hypnotiseur over kunnen gaan op de gehypnotiseerde. Die kan dit niet altijd duiden en daardoor kunnen (veel) later na de hypnose problemen ontstaan zoals angstdromen of dwanghandelingen.
Wanneer hypnose gebruikt wordt als alternatieve vorm van narcose bij operaties, is deze trancetoestand echter zeer gewenst. Vertrouwen, integriteit en een bewuste keuze blijven belangrijke voorwaarden voor hypnose.

### Posthypnotische suggesties
Het is ook mogelijk dat dwanghandelingen bewust door de hypnotiseur worden geprogrammeerd: we spreken dan van post-hypnotische suggestie. Hierbij zijn in het onbewuste deel van de gehypnotiseerde processen tot stand gebracht die hij ook lang na de hypnose niet zelf meer onder controle heeft. Hij kan dan opeens iets gaan doen of denken wat hij normaal nooit gedaan zou hebben. Op deze manier kunnen ook "gewenste" handelingen worden geprogrammeerd, zoals het niet-roken als men wil stoppen met roken. De roker kan dan bijvoorbeeld, als hij behoefte voelt opkomen aan een sigaret, deze behoefte opeens in verband brengen met een walmende schoorsteen in een lelijk industriegebied. Echter het nadeel van dit soort programmering is dat het symptoombestrijding is. Een probleem dat bewust overwonnen wordt beklijft, en door een truc (zoals in dit geval de posthypnotische suggestie), ontstaat een verschuiving van het onderliggende probleem. Overigens werken niet alle hypnotherapeuten met posthypnotische suggestie. In regressietherapie wordt helemaal niet met posthypnotische suggestie gewerkt, maar alleen in zeer lichte trance met de onderliggende oorzaak of probleem.

## Hypnosetechnieken
De hypnotherapeut bereikt de hypnotische toestand door inductietechnieken (Flowers, oogfixatie, snelle inductietechniek, etc). De patiënt volledig te laten ontspannen, in een rustige ruimte zodat de patiënt niet wordt afgeleid door prikkels van buitenaf.
Een hypnose sessie bestaat uit verschillende fasen:
1. Inductie, hier wordt een initiële trancestaat opgewekt.
2. Verdiepen, hier wordt de initiële trancestaat intensiever gemaakt met behulp van suggesties als: "Laat je maar zweven, drijven, dromen. Met iedere ademhaling zink je dieper en dieper weg". In therapiesessies worden er vaak visualisatieoefeningen gedaan, zoals een voorstelling maken dat je op een strand bent.
3. Suggesties, wanneer er een werkbare diepte van trance (dan wel een goed geconditioneerde volgzaamheid) is bereikt, worden er suggesties gegeven. In hypnotherapie ter ontwikkeling van de cliënt en bij showhypnose voor entertainment (voor zowel de cliënt als het publiek).
4. Ontwaken, het ontwaken uit hypnose bestaat uit het ongedaan maken van suggesties (met name bij toneelhypnose ethisch verantwoord) maar het meest belangrijke om een persoon weer helemaal bewust te laten worden en laten merken dat de sessie over is.

## Gedachte achter de werking van hypnose
Door middel van hypnose zou contact gemaakt kunnen worden met het onderbewustzijn. Zo kan informatie worden verkregen die in het dagelijks leven door het gewone bewustzijn wordt tegengehouden. Deze blokkade zou het oplossen van problemen en klachten in de weg staan. Problemen zouden volgens sommigen ook veroorzaakt kunnen worden door vroegere ervaringen. Inzet van hypnose zou in deze gevallen opheldering kunnen verschaffen. Herbeleving met loslaten van vroegere ervaringen wordt aangeduid als regressietherapie.
Een andere zienswijze is dat het bestaan van blokkades nuttig is. Het is meestal een gevolg van een trauma. Het nut van blokkades en verdringing is dat geestelijke pijn en onvermogen tot adequaat handelen uitgeschakeld worden. Het dagelijkse leven heeft volgens deze zienswijze een grotere prioriteit dan een volmaakt zuiver bewustzijn. Het bewustzijn doet dat op een vergelijkbare manier als een "zwarte plek" in de "lichtbundel van de waarneming". Het opheffen van deze blokkades kan effectief gebeuren door de daaraan ten grondslag liggende oorzaak aan te pakken door zelfwerkzaamheid, zelfreflectie en verwerking van de oorzaak (het trauma oplossen of de verkeerde zienswijze bijstellen). Indien met hypnose zo'n blokkades op een simpele manier wordt weggenomen, dan kan plotseling een verschrikkelijke geestelijke pijn het gevolg zijn, die dan weer aanleiding geeft tot een nieuw trauma, dat dan complexer is geworden en door de invloed van het bewustzijn van de hypnotiseur een verstrikking kan geven.

## Geschiedenis
In Griekenland en ook in Egypte bestonden slaaptempels, een soort kuuroord voor de geest waar mensen heen gingen om te genezen. In de Griekse tijd was de tempel van Asclepius in de stad Epidaurus beroemd.
In de Middeleeuwen maakten de kabbalisten en alchemisten aanspraak op het bezit van hypnose als een geheime wetenschap, waarvan de praktische toepassing tot bijzondere prestaties in staat zou stellen.
Spiritisten uit de vorige eeuw konden de hypnose goed gebruiken om hun mediums in de vereiste trancetoestand te brengen om ontvankelijk te worden voor boodschappen van overledenen. Tegenstanders plaatsten dit in de sfeer van occultisme.
De Weense arts Franz Anton Mesmer ontwikkelt aan het eind van de 18e eeuw het therapeutische magnetisme, het mesmerisme, een techniek, deels verwant aan de hypnose, maar op een andere basis werkend. De Schotse mijnarts James Braid gebruikte hypnose om zijn patiënten mee te verdoven bij operaties. Hij is overigens de vader van de naam hypnose. Hij ging zelfs zo ver te beweren dat het magnetisme van Mesmer niet bestond en feitelijk op onbewuste hypnose berustte. De arts Jean-Martin Charcot past de hypnose toe binnen de psychiatrische praktijk van het 19e-eeuwse Parijs. Hij toonde aan dat onder hypnose de symptomen van hysterie verdwenen.
Beiden artsen richtten met hypnose de aandacht op het psychische en daarom kunnen we ze beschouwen als voorlopers van Sigmund Freud. Freud verving hypnose snel door vrije associatie en droomstudie, omdat hij niet tevreden was met het resultaat van zijn hypnose-experimenten: hij had soms moeite om zijn patiënten in trance te krijgen en herbelevingen waren soms zeer heftig - vooral bij vrouwelijke patiënten die in trance in een herbeleving kwamen van seksueel misbruik. Volgens sommigen leidde dit mede tot Freuds theorie van het oedipuscomplex.

## Toepassingen en kanttekeningen
- Een toepassing van hypnose is het niet ervaren, of sterk verminderen van pijn (pijnbeleving).
- Als therapeutisch hulpmiddel (Hypnotherapie) (zie: Sigmund Freud)
- Een omstreden, maar veel toegepaste en doeltreffende toepassing van hypnose is regressie, waarbij wordt teruggegaan naar het verleden om een gebeurtenis terug te halen in het bewustzijn. Als methode om bewijs in de rechtszaal te verkrijgen is dit niet betrouwbaar.
- Hypnose wordt wetenschappelijk mede gestoeld op de theorie van Freud dat het brein uit een bewust en onderbewust gedeelte bestaat. Aan de wetenschappelijke discussie over het onbewuste zijn in de afgelopen decennia vooral door de neurologische onderzoeken van Antonio Damasio[6] alsmede door neurobiologische onderzoeksresultaten, die door het nieuwe beeldvormend medisch onderzoek in de neurowetenschap mogelijk werden, nieuwe impulsen gegeven. Daarbij werden de uitgangspunten van de dieptepsychologie over de betekenis van onbewuste processen voor de menselijke ervaring en het menselijk gedrag nieuw gewaardeerd en in hoge mate bevestigd.[7] De door Freud oorspronkelijk nagestreefde biologische toegang tot het onbewuste werd door dit nieuwe beeldvormend medisch onderzoek pas echt mogelijk. In reactie daarop verklaarden vooraanstaande neurologen in 2004 in een gemeenschappelijk manifest: "Wij zijn erachter gekomen dat in de menselijke hersenen neurologische processen en bewust beleefde geestelijk-psychische toestanden ten nauwste met elkaar samenhangen, en onbewuste processen op een zeer bepaalde wijze voorafgaan aan bewuste processen."[8]
- Trancetoestand wordt, ondanks het wetenschappelijk bewijs via o.a. MRI-scans, niet door iedereen geaccepteerd. Er is daarom een tweedeling tussen staat-theoretici, zij die geloven in een trancetoestand, en nietstaat-theoretici. Deze laatsten geloven dat hypnose een sociaal-cognitief karakter heeft: dat suggestie het werk doet en niet een specifieke gedachtentoestand. Aanhanger van deze laatste theorie is The Amazing Kreskin, een mentalist die hypnose-technieken gebruikt in tv-shows en openbare optredens in de Verenigde Staten. Kreskin werd voor de rechter gedaagd door een andere hypnotiseur, omdat hij beweerd had dat er geen trance bestaat. De rechter stelde na het zien van enkele van zijn demonstraties, Kreskin in het gelijk. Echter werden daarbij noch MRI-scans, noch EEG's gebruikt, en Kreskins uitspraken zijn dan ook wetenschappelijk niet bewezen. Van Kreskin is de uitspraak bekend, dat hij in een één-op-één-contact niemand iets zou kunnen laten doen wat hij niet wil, maar dat hij daar minder zeker van is, als het om een grote groep mensen gaat. Gezien Kreskins eigen vele optredens voor een groot publiek, is dat een opmerkelijke uitspraak.
- Vóór het gebruik van MRI-scans en EEG's werd tegen hypnose-toestanden ingebracht, dat deze nooit wetenschappelijk te testen zouden zijn, omdat door het gebruik van suggestie de tests beïnvloed zouden worden en er dus altijd sprake van een placebo-effect zou zijn. Het verschil in trance-toestand tussen iemand onder hypnose en iemand die dat niet is, is inmiddels geen discussie meer. Ook de verschillende trance-dieptes zijn gemakkelijk meetbaar.[bron?]
- Hypnose wordt met succes toegepast als vervanging van (plaatselijke) anesthesie, o.m. in de tandartspraktijk.

De uit hypnose verkregen informatie kan echter beïnvloed worden door fantasie of vervorming van herinneringen. Andere factoren die meespelen zijn een groot vertrouwen in de hypnotherapeut (waardoor men gemakkelijker onthullingen doet), de behoefte om aan de verwachtingen van de hypnotherapeut te voldoen en (sterke) behoefte aan een verklaring voor onbegrepen klachten en problemen.
Uit wetenschappelijke experimenten is dan ook geen eenduidig beeld gekomen over de betrouwbaarheid van hypnose.

## Hypnose in het strafrecht
De Nederlandse Hoge Raad geeft in een arrest uit 2002 aan dat "het van algemene bekendheid is dat bij een onder hypnose gebrachte persoon een verandering optreedt in de bewustzijnstoestand”. In de wet staat echter dat een getuigenis 'in vrijheid moet worden afgelegd'. Vervolgens vraagt de Hoge Raad zich af of van een onder hypnose afgelegde verklaring kan worden gezegd dat zij in vrijheid is afgelegd. De Hoge Raad stelt dan dat “naar huidige wetenschappelijke inzichten geen zekerheid bestaat omtrent de objectieve betrouwbaarheid van onder hypnose afgelegde verklaringen, maar tevens dat in het algemeen moet worden getwijfeld en dat de mogelijkheid om in een concreet geval tot een verantwoord oordeel te komen omtrent het waarheidsgehalte van een onder hypnose afgelegde verklaring ontbreekt. Bij deze stand van zaken moet aan een dergelijke verklaring bewijskracht worden ontzegd. Dit oordeel is eveneens beschoren voor de verklaringen die onder hypnose zijn afgelegd en die een ontlastend karakter zouden bezitten”. Kortom, een onder een hypnose afgelegde verklaring heeft geen bewijskracht.

## Hypnose in de kunst
André Breton, een Frans dichter en essayist, oorspronkelijk beoefenaar van het Dadaïsme en later initiator van het surrealisme deed vijf jaar systematische proefnemingen met 'automatisch schrijven' en met de hypnotische slaap. Het Manifest van het Surrealisme, dat hij in 1924 publiceerde, was daar de vrucht van.